# Escuela Navarra de Teatro
La Escuela Navarra de Teatro (en euskera Nafarroako Antzerki Eskola), conocida por su acrónimo ENT-NAE, es un centro integral para las artes escénicas. Cuenta con una escuela de arte dramático y un teatro ubicado en la calle San Agustín de Pamplona (España). La ENTNAE pertenece a la Red de Teatros Alternativos de España.
Además de su labor docente la ENT-NAE, cuenta con una sala de teatro con capacidad para 300 espectadores que durante todo el año programa varios ciclos de espectáculos de las diferentes ramas escénicas. También desarrolla una labor de promoción y desarrollo de actividades de investigación en los campos de la pedagogía y el teatro.

## Historia
La creación de la ENT-NAE tuvo lugar en el curso académico 1985-1986, a instancia de la Institución Príncipe de Viana del Gobierno de Navarra, con el fin de mejorar la preparación y la calidad artística de los grupos de teatro de Navarra. Posteriormente, por iniciativa de la Dirección de Educación y Cultura del Gobierno de Navarra, se crea una coordinadora integrada por representantes de los grupos de teatro y personas vinculadas al arte dramático, para poner en marcha una escuela donde impartir pedagógica y artísticamente las disciplinas y áreas de conocimiento necesarias. La sede escogida fue el antiguo Cine Arrieta, anteriormente conocido como Cine Novedades y propiedad de SAIDE, que permanecía cerrado desde 1981.
A diferencia de otros espacios escénicos de Navarra como Baluarte, el Teatro Gayarre o el Auditorio de Barañáin, la ENT-NAE es el único teatro privado de Navarra. Aunque mantiene convenios con organismos públicos como el Ayuntamiento de Pamplonao el Gobierno de Navarra, que le permiten realizar programaciones y actividades específicas, a finales de los años 2000 tuvo serias dificultades económicas. Tras una intensa campaña en la que se involucró a la ciudadanía, solicitando la no supresión de los conciertos que mantenían con los departamentos de Educación y Cultura del Gobierno de Navarra, éstos se redujeron aunque no llegó a cesar su actividad.

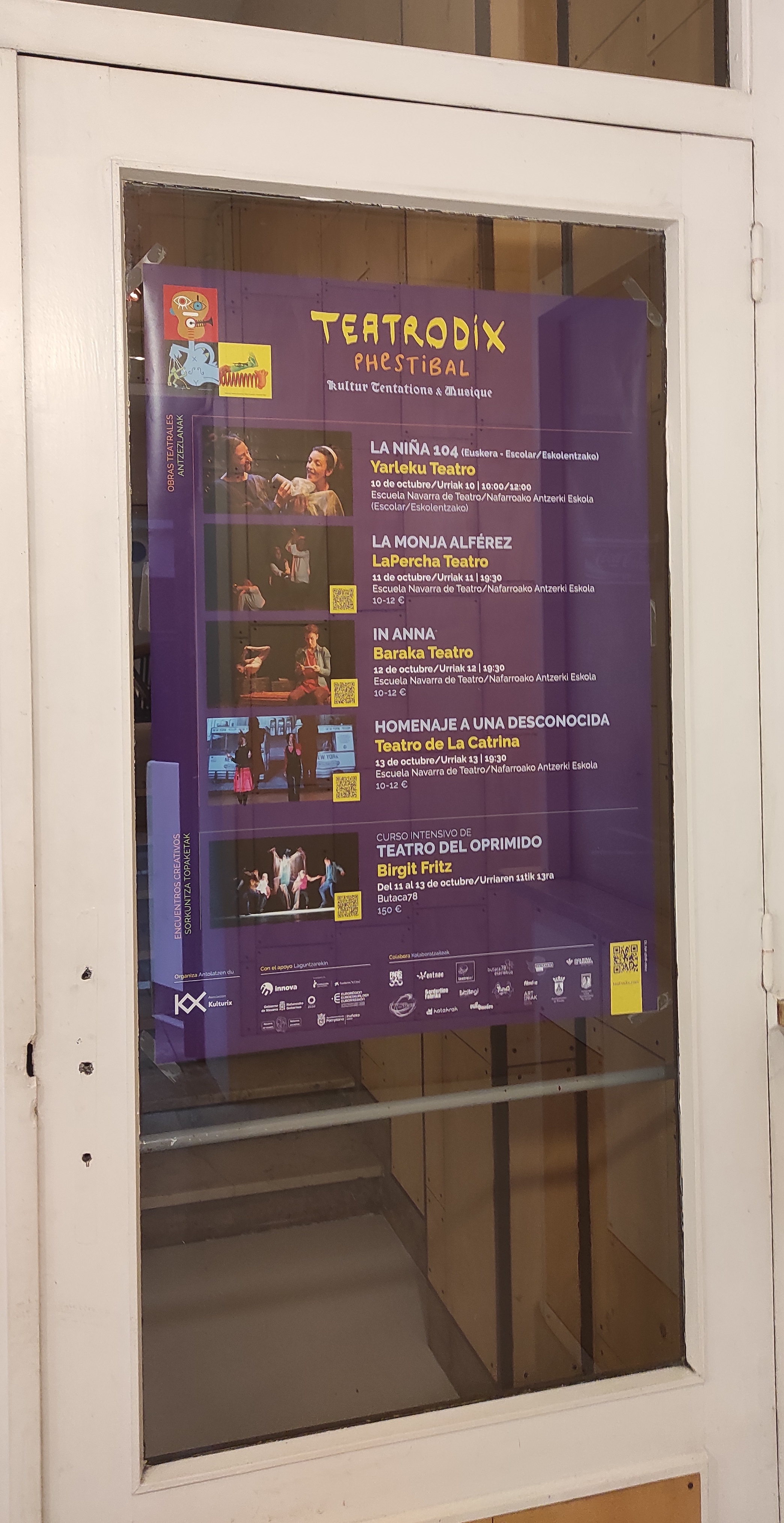
Un cartel exponiendo una de sus programaciones (octubre de 2024)

## Programación
La programación abierta a todo el público, que se comunica a través de su página web, medios de comunicación o sus boletines, Abarca toda la temporada teatral, atiende a todo tipo de público, con espectáculos para todas las edades, tanto en euskera como en castellano, y consigue una afluencia anual de aproximadamente 20.000 espectadores. El precio de las entradas para acudir a las funciones es de aproximadamente 11 euros y suelen programarse los fines de semana por la tarde hacia las 19:00h, aunque también se programan representaciones entre semana.
Además de mostrar la obra de compañías teatrales procedentes del resto de España y el extranjero, la ENT también realiza obras de producción propia a cargo del alumnado del último curso de Arte dramático tres veces al año: en Navidad, de carácter infantil,alrededor del 27 de marzo un espectáculo de danza-teatro y a finales de mayo con motivo del fin de carrera. En su haber cuenta con más de 50 producciones como "La edad de la ciruela" y "Donde el viento hace buñuelos", dirigidas por Arístides Vargas y Charo Francés, "El tiempo y los Conway", "El peso del humo" y "La gaviota", dirigidas por Joan Castells, "La casa de Bernarda Alba", "Yerma" y "La ronda", dirigidas por Gyula Urban, "La cabeza del dragón", dirigida por Denis Rafter, "Mudo a la fuerza", dirigida por Antonio Fava, "Medea Material", dirigida por Mattias Poppe, "Fenómenos", dirigida por Virginia Imaz o "Galtzagorri", dirigida por Ángel Sagüés.

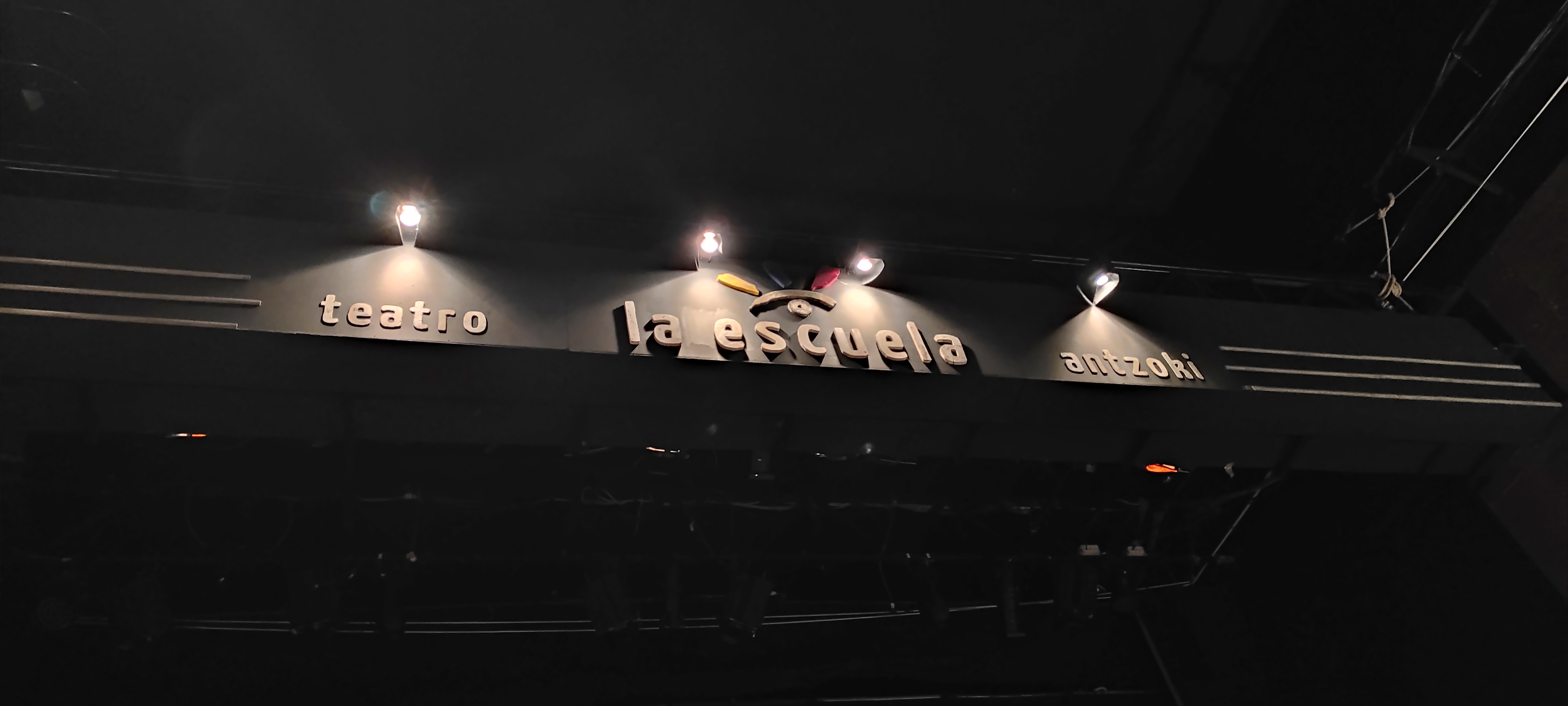
Arco proscenio de la sala principal del teatro

## Instalaciones
La ENT-NAE cuenta en su sede con tres aulas de formación, ambigú, taquilla y dos salas de exhibición teatral: una con capacidad para 100 personas, que suele utilizarse en espectáculos de pequeño formato, conferencias o actividades similares, y otra con capacidad para 300 personas que acoge la programación de los diferentes ciclos abiertos al público general.

## Programa formativo
La principal actividad formativa son los estudios de Arte Dramático, especialidad Interpretación. También oferta cursos en castellano y euskera de Iniciación a las técnicas teatrales para niños, jóvenes y adultos. A lo largo del año se complementan con actividades como cursos de verano, seminarios y conferencias, actividades dirigidas a profesionales, profesores, miembros de grupos aficionados y a personas interesadas en el arte escénico. Además existe una línea específica infantil que se desarrolla fuera de la sede con programas de expresión dramática en colegios, juego dramático, dramatización con marionetas o coeducación, campañas de teatro para escolares en nuestra sala o teatro infantil en euskera.